# Mamercus
Mamercus (abgekürzt Mam.) sowie das davon abgeleitete Mamercinus waren römische Cognomen – erstere Namensform seltener auch Praenomen – die sich als Nebenform von Marcus von Mamers ableiteten, einer bei den Oskern gebräuchlichen Form von Mars. Die Formen Mamarce, Mamerce und Mamurke sind im 7 bis 5. Jahrhundert v. Chr. bei den Etruskern belegt. Die Namensform Mamertus findet sich im 7. und 6. Jahrhundert v. Chr. auf Sizilien.
Die beiden Namen finden sich vornehmlich bei der gens Aemilia, insbesondere als Familienname der Aemilii Mamerci bzw. Aemilii Mamercini, welche eine der vornehmsten Familien der frühen römischen Republik war. Die Familie führte den Namen auf Mamercus zurück, den Sohn des zweiten römischen Königs Numa Pompulius, welcher als Urahn der gesamten gens Aemilia gilt. Der Name wurde hoch geschätzt und niemals an Freigelassene verliehen.
Beide Namen verschwinden mit der Familie um die Zeit der Samnitenkriege. Im 5. Jahrhundert v. Chr. sind beide Formen vereinzelt auch als Cognomen bei der gens Pinaria belegt.
Die Verwendung als Praenomen lässt sich vor allem für die frühe Republik und vereinzelt bis ins 3. Jahrhundert v. Chr. belegen, wurde jedoch ab dem 1. Jahrhundert v. Chr. wieder verstärkt aufgegriffen, insbesondere von den Aemilii Lepidi. Der Name wurde – analog zu Marcus – wohl vorwiegend an im März geborene Jungen vergeben.

## Namensträger

### Praenomen
- Mamercus Aemilius, römischer Diktator 437 und 434 v. Chr.
- Mamercus Aemilius Lepidus Livianus, römischer Konsul 77 v. Chr.
- Mamercus Aemilius Scaurus († 34), römischer Senator, Dichter und Redner, Suffektkonsul 21

### Cognomen

#### Mamercinus
- Gaius Aemilius Mamercinus, römischer Konsulartribun 394 v. Chr.
- Lucius Aemilius Mamercinus (Konsulartribun), römischer Politiker, Konsulartribun 391, 389, 387, 383, 382 und 380 v. Chr.
- Lucius Aemilius Mamercinus (Konsul), römischer Politiker, Konsul 366 und 363 v. Chr.
- Lucius Aemilius Mamercinus Privernas,  römischer Politiker, Konsul 341 und 329 v. Chr.
- Lucius Pinarius Mamercinus Rufus, römischer Konsul 472 v. Chr.
- Manius Aemilius Mamercinus, römischer Konsul 410 v. Chr.
- Publius Pinarius Mamercinus Rufus, römischer Konsul 489 v. Chr.
- Tiberius Aemilius Mamercinus, römischer Konsul 339 v. Chr.

#### Mamercus
- Lucius Aemilius Mamercus, römischer Konsul 484 v. Chr.
- Lucius Pinarius Mamercus, römischer Konsulartribun 432 v. Chr.
- Tiberius Aemilius Mamercus, römischer Konsul 470 und 467 v. Chr.

### Weitere
- Mamercus (Tyrann), Herrscher von Catana um 344 v. Chr., wahrscheinlich italischer Abstammung